# Heuaktion
„Heuaktion“ war eine nationalsozialistische Tarnbezeichnung für die 1944 geplante systematische Deportation von Kindern und Jugendlichen aus Weißrussland und Ostpolen (Kresy) als Zwangsarbeiter in das Deutsche Reich. Die Bezeichnung „Heuaktion“ entstand als Abkürzung aus der Lebenssituation der Jugendlichen, die heimatlos, elternlos und unterkunftslos waren.

## Hintergrund
Während der deutschen Besetzung Weißrusslands im Zweiten Weltkrieg galten Kinder und Jugendliche aus deutscher Sicht als besonderes Sicherheitsrisiko: „Vielfach sind es gerade die Jugendlichen und unter ihnen wieder die Mädchen, die die aktiven Träger der kommunistischen Idee und des Kampfgedankens gegen die deutsche Ordnung sind“, so ein Bericht der Geheimen Feldpolizei vom August 1942. Am 20. Juni 1943 wurde offiziell die Gründung des „Weißruthenischen Jugendwerkes“ (WJW) bekanntgegeben, das sich am Vorbild der Hitlerjugend (HJ) orientierte. Das WJW unterstand dem HJ-Funktionär Nickel und agierte in enger Verbindung mit dem Reichsministerium für die besetzten Ostgebiete und der Reichsjugendführung. Nach unterschiedlichen Angaben hatte das WJW zwischen 12.000 und 40.000 Mitglieder, für 1943 bestand das Ziel, 20.000 Jungen und 10.000 Mädchen als Lehrlinge oder für Hilfsarbeiten im Deutschen Reich zu rekrutieren. Bis zu 6.000 Jugendliche wurden schon vor Beginn der „Heuaktion“ nach Deutschland gebracht, mehrheitlich zu den Junkers-Werken in Dessau und Crimmitschau. Offiziell „Freiwillige“, gelangte ein Teil der Jugendlichen in von den Arbeitsämtern zusammengestellten Transporten ins Deutsche Reich.

## Verlauf der Heuaktion
Im März 1944 gingen die deutschen Stellen dazu über, Jugendliche auch mit Gewalt zu rekrutieren. Hieraus entwickelte sich die „Heuaktion“, die gemeinsam vom Reichsministerium für die besetzten Ostgebiete unter Alfred Rosenberg und der in Weißrussland operierenden Heeresgruppe Mitte geplant wurde. Aus Sicht der deutschen Militärverwaltung waren „herumziehende“ obdachlose Kinder und Jugendliche potentielle Spione. Der Schulunterricht fiel häufig aus, da die deutschen Truppen in den Schulgebäuden Quartier bezogen hatten.
Ziel der „Heuaktion“ war die Deportation von 30.000 bis 50.000 Jugendlichen im Alter zwischen zehn und vierzehn Jahren. Die Eltern der Jugendlichen waren zum größeren Teil zuvor zur Zwangsarbeit genötigt worden. In der Propaganda sollte die „Heuaktion“ als „Fürsorgemaßnahmen des Reiches für die weißruthenischen Kinder“ sowie als „Schutz vor den Banden“ dargestellt werden. Als politische Ziele galten die „Vermeidung der direkten Stärkung der militärischen Macht des Gegners“ als auch „die Minderung seiner biologischen Kraft auf weite Sicht.“ Ostminister Rosenberg stimmte der „Heuaktion“ nach anfänglichem Zögern im Juni 1944 zu. Die Jugendlichen sollten dabei unter Einbeziehung der Organisation Todt zwei Jahre lang ausgebildet werden. Ungefähr 5.500 Jungen und 1.200 Mädchen auch unter 15 Jahren wurden zur Arbeit überwiegend in der deutschen Rüstungsindustrie, weiterhin mehrheitlich in den Junkers-Werken, gezwungen. Etwa 4.000 der Kinder und Jugendlichen wurden bei den Junkerswerken beschäftigt.
Bedingt durch die militärischen Erfolge der Roten Armee in der Sommeroffensive 1944 kam die „Heuaktion“ im Oktober 1944 zum Erliegen. Parallel zur „Heuaktion“ wurden 15‐ bis 20‐jährige Jugendliche als Luftwaffenhelfer rekrutiert. Federführend war hier der HJ-Funktionär Nickel und die ihm unterstehende „Dienststelle Hauptbannführer Nickel“, die ihre Tätigkeit auf weitere besetzte Länder ausdehnte. Nach unterschiedlichen Angaben wurden zwischen 4.000 und 21.000 Jugendliche in Weißrussland zum Teil zwangsweise rekrutiert, überwiegend als Flakhelfer.
Nach Kriegsende war die „Heuaktion“ Verhandlungsgegenstand in den Nürnberger Prozessen. Im Prozess gegen die Hauptkriegsverbrecher wurde Alfred Rosenberg auch wegen seiner Rolle in der „Heuaktion“ zum Tode verurteilt. Im Wilhelmstraßen-Prozess wurde Gottlob Berger als Kriegsverbrecher zu 25 Jahren Haft verurteilt. Berger, Himmlers Verbindungsmann im Ostministerium, war an der Planung der „Heuaktion“ maßgeblich beteiligt gewesen.

## Quelle
- Dokument 031-PS: Betr. Evakuierung von Jugendlichen aus dem Gebiet der Heeresgruppe Mitte (Heu-Aktion). In: IMT: Der Nürnberger Prozess gegen die Hauptkriegsverbrecher..., fotomech. Nachdruck München 1989,  Bd. 25 (Beweismaterial), ISBN 3-7735-2521-4, S. 88–92.